# Cotxe bomba irlandès (còctel)
Un cotxe bomba irlandès, Irish Slammer, Irish bomb shot, o Dublin drop és un còctel, semblant al boilermaker (cervesa amb whisky), fet llançant un xarrup de crema irlandesa i whisky irlandès en un got de stout irlandès.

## Història
El còctel es va inventar als Estats Units el 1979 al Wilson's Saloon de Norwich, Connecticut per Charles Burke Cronin Oat. Originalment, havia creat una beguda mixta anomenada Grandfather que combinava Baileys Irish Cream i Kahlúa. El 17 de març de 1977 (dia de Sant Patrici), va afegir Jameson Irish Whisky a la beguda, anomenant aquesta beguda "l'IRA". El 1979, Oat va llançar espontàniament aquest xarrup a una Guinness, anomenant el resultat Cotxe bomba de Belfast o Cotxe bomba irlandès.

## Nom
L'"irlandès" del nom fa referència als ingredients irlandesos de la beguda; típicament Guinness stout, Baileys Irish Cream i Jameson Irish Whisky.
El terme "cotxe bomba" combina la referència al seu estil de "combinats amb xarrup", així com els coneguts atemptats amb cotxe bomba dels Troubles a Irlanda del Nord. El nom és considerat per molts com a ofensiu, amb molts cambrers que es neguen a servir-lo. Algunes persones, inclosos els còmics irlandesos, l'han comparat amb demanar un "Isis" o "Torres Bessones" en un bar americà i van advertir que demanar-ne un és la "manera més ràpida de sortir d'un pub (o de posar-se un ull negre)" a Irlanda.
El 2014, la discoteca The Junction d'⁣Oxford va incloure la beguda al material promocional del dia de Sant Patrici. Això va generar queixes, seguida de la retirada de la promoció i una disculpa pública per part del gerent del bar.
La beguda és coneguda per altres noms, com ara: "Irish slammer", "Dublin drop", o simplement la "Irish bomb"  per evitar ofendre els clients.

## Preparació
El whisky es posa en capes sobre la crema irlandesa en un got de xarrup, i després el got es deixa caure en un got de stout. La beguda s'ha de consumir ràpidament, ja que l'alcohol farà que la crema qualli en poc temps.
Tot i que el licor Kahlúa formava part de la recepta original, avui sovint s'exclou de la beguda. Alguns es refereixen a la recepta original com un cotxe bomba de Belfast.